# Alphonse Kirchhoffer
Simon Alphonse Kirchhoffer (ur. 19 grudnia 1873 w Paryżu, zm. 30 czerwca 1913 tamże) – francuski szermierz, wicemistrz olimpijski. 
Wystąpił na Letnich Igrzyskach Olimpijskich 1900 w Paryżu. Zdobył srebrny medal we florecie zawodowców. W finałowej rundzie wygrał sześć z siedmiu pojedynków (po dogrywce pokonał go rodak Lucien Mérignac, który miał taki sam bilans).